# Котелци
Кòтелци (на гръцки: Κοτύλη, Котили, до 1927 година Κοτέλτσι, Котелци) е бивше село в Егейска Македония, Гърция, разположено на територията на дем Нестрам (Несторио), област Западна Македония.

## География
Селото се намира в областта Нестрамкол, на 1180 m височина в западните склонове на Горуша (Войо), югозападно от град Костур и на 11 километра югозападно от демовия център Нестрам, високо в северозападните склонове на планината Горуша (на гръцки Войо).

## История

### В Османската империя
В края на XIX век Котелци е голямо гръцко качаунско село в Костурска каза на Османската империя. Според статистиката на Васил Кънчов („Македония. Етнография и статистика“) в 1900 година Котелци има 160 жители гърци. По време на Илинденско-Преображенското въстание в Котелци влиза голямата чета на Васил Чекаларов, посрещната братски от гръцкото население.
На Етнографската карта на Битолския вилает на Картографския институт в София от 1901 година Котелци е чисто българско село в Костурската каза на Корчанския санджак с 30 къщи.
По данни на секретаря на Българската екзархия Димитър Мишев („La Macédoine et sa Population Chrétienne“) в 1905 година в Котелци има 200 жители гърци и в селото работи гръцко училище.
В гръцка статистика от 1905 година селото е с 200 жители гърци.

### В Гърция
През Балканската война селото е окупирано от гръцки части и след Междусъюзническата война в 1913 година влиза в Гърция. В 1927 година селото е прекръстено на Котили.
Жителите традиционно се занимават с експлоатация на гората, частично със скотовъдство и земеделие - производство на жито и картофи.
По време на Гражданската война селото пострадва силно и е напуснато от жителите си. 18 деца от Котелци са изведени от комунистическите части извън страната в групата на така наречените деца бежанци.
След войната в 1950 година част от жителите на Котелци се завръщат и основават новото село Ново Котелци (Неа Котили).
В селото са запазени църквата „Свети Георги“ и старият каменен Котелски мост.
| Име         | Име           | Ново име          | Ново име             | Описание                         |
| ----------- | ------------- | ----------------- | -------------------- | -------------------------------- |
| Чернолища   | Τσερνολίστας  | Мавриас           | Μαυριᾶς              |                                  |
| Люта        | Λιούτα        | Ксерото           | Ξέρωτο               |                                  |
| Гропа Лунга | Γκρόπα Λούγκα | като Лонгос       | Κάτω Λόγκος          |                                  |
| Кропа Цап   | Κρόπα Τσάπ    | Пано Лонгос       | Πάνω Λόγκος          |                                  |
| Цаумия      | Τσαούμια      | Корифи Канелопулу | Κορυφὴ Κανελλοπούλου |                                  |
| Киловози    | Κυλοβόζι      | Колово            | Κολοβό               | >                                |
| Гекия       | Γκέκια        | Микро Караули     | Μικρὸ Καραούλι       | местност в Горуша, ЮЗ от Котелци |

| Година    | 1913 | 1920 | 1928 | 1940 | 1951 | 1961 | 1971 | 1981 | 1991 | 2001 | 2011 | 2021 |
| --------- | ---- | ---- | ---- | ---- | ---- | ---- | ---- | ---- | ---- | ---- | ---- | ---- |
| Население | 340  | 312  | 364  | 578  | 0    | 9    | 8    | 7    |      |      |      |      |

## Личности
Родени в Котелци
- Георгиос Динас (Γεώργιος Ντίνας), гръцки андартски деец, агент от ІІІ ред[13]
- Донос Динас (Ντόνος Ντίνας), гръцки андартски деец, агент от ІІІ ред[13]
- Евтимиос Децикас (Ευθύμιος Ντέτσικας), гръцки андартски деец, агент от ІІІ ред[13]
- Илияс Янис (Ηλίας Γιάννης), гръцки андартски деец, агент от ІІІ ред[13]
- Йоанис Динас (Ιωάννης Ντίνας), гръцки андартски деец, агент от ІІІ ред[13]
- поп Космас (Παπα-Κοσμάς), гръцки андартски деец, агент от ІІІ ред[13]